# 阿普勒蒙拉福雷
阿普勒蒙拉福雷（法語：Apremont-la-Forêt，法語發音：[apʁəmɔ̃ la fɔʁɛ]）是法国默兹省的一个市镇，属于科梅尔西区。

## 地理
阿普勒蒙拉福雷（48°51'19"N, 5°38'21"E）面积32.89 平方千米，位于法国大東部大區默兹省，该省份为法国西北部内陆省份，北与比利时接壤，西接马恩省和阿登省，南至上马恩省和孚日省，东临默尔特-摩泽尔省。
与阿普勒蒙拉福雷接壤的市镇（或旧市镇、城区）包括：默兹河畔邦库尔、布鲁塞-罗勒库尔、弗雷姆雷维尔-苏莱科特、日罗瓦桑、默兹河畔昂、卢蒙、梅克兰、圣于连苏莱科特、圣米耶勒、瓦尔内维尔。

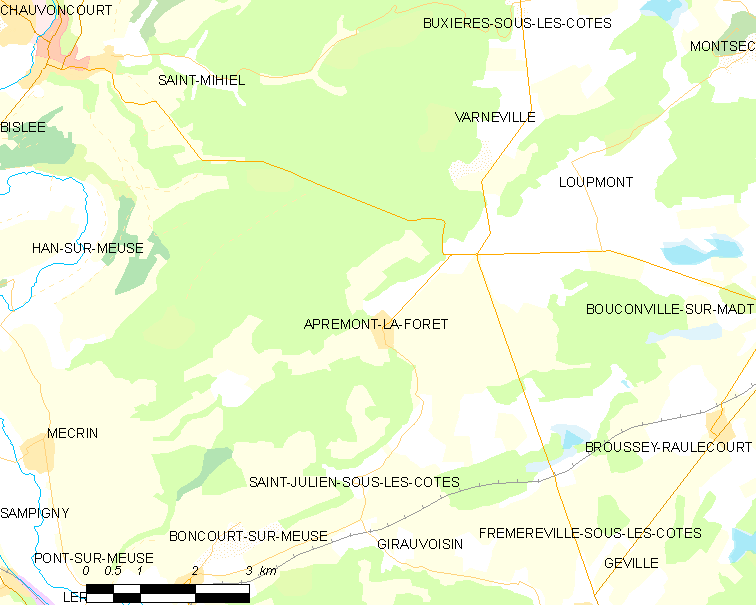
阿普勒蒙拉福雷的OSM定位图

阿普勒蒙拉福雷的时区为UTC+01:00、UTC+02:00（夏令时）。

## 行政
阿普勒蒙拉福雷的邮政编码为55300，INSEE市镇编码为55012。

## 政治
阿普勒蒙拉福雷所属的省级选区为圣米耶勒县。

## 人口

1962-2008年间阿普勒蒙拉福雷人口变化图示

阿普勒蒙拉福雷于2022年1月1日时的人口数量为425人。